# 江頭一輝
江頭 一輝（えがしら かずき、1997年5月13日 - ）は、山口県宇部市出身の元プロサッカー選手。現役時代のポジションはミッドフィールダー（ボランチ）。

## 来歴
中学卒業後、大分トリニータU-18に入団。2016年より岩田智輝、吉平翼と共にトップチームへ昇格。9月22日、第96回天皇杯3回戦・清水エスパルス戦にて、後半35分に交代出場で公式戦初出場を果たしたが、これが大分の一員としての唯一の公式戦出場機会であった。
2017年は新体制発表時のメンバーには名を連ねたが、始動直後に東海リーグ1部・鈴鹿アンリミテッドFCに育成型期限付き移籍。同年12月に一旦は大分に復帰することが発表されたが、翌2018年1月にグルージャ盛岡（現：いわてグルージャ盛岡）への育成型期限付き移籍が発表された。翌2019年も移籍期間を延長したが、同年限りで岩手、移籍元の大分双方より契約満了となった。2020年1月18日に現役引退を発表。株式会社GA technologiesに入社した。

## 所属クラブ
- 上宇部サッカースポーツ少年団
- クレフィオ山口FC（宇部市立上宇部中学校）
- 大分トリニータU-18（大分東明高等学校[10]）
- 2016年 - 2019年 大分トリニータ
  - 2017年 鈴鹿アンリミテッドFC（期限付き移籍）
  - 2018年 - 2019年 グルージャ盛岡 / いわてグルージャ盛岡（期限付き移籍）

## 個人成績
| 国内大会個人成績 | 国内大会個人成績 | 国内大会個人成績 | 国内大会個人成績 | 国内大会個人成績 | 国内大会個人成績 | 国内大会個人成績 | 国内大会個人成績 | 国内大会個人成績 | 国内大会個人成績 | 国内大会個人成績 | 国内大会個人成績 |
| 年度             | クラブ           | 背番号           | リーグ           | リーグ戦         | リーグ戦         | リーグ杯         | リーグ杯         | オープン杯       | オープン杯       | 期間通算         | 期間通算         |
| 年度             | クラブ           | 背番号           | リーグ           | 出場             | 得点             | 出場             | 得点             | 出場             | 得点             | 出場             | 得点             |
| 日本             | 日本             | 日本             | 日本             | リーグ戦         | リーグ戦         | リーグ杯         | リーグ杯         | 天皇杯           | 天皇杯           | 期間通算         | 期間通算         |
| ---------------- | ---------------- | ---------------- | ---------------- | ---------------- | ---------------- | ---------------- | ---------------- | ---------------- | ---------------- | ---------------- | ---------------- |
| 2016             | 大分             | 26               | J3               | 0                | 0                | -                | -                | 1                | 0                | 1                | 0                |
| 2017             | 鈴鹿             | 20               | 東海1部          | 14               | 1                | -                | -                | 1                | 0                | 15               | 1                |
| 2018             | 盛岡/岩手        | 20               | J3               | 20               | 1                | -                | -                | 1                | 0                | 21               | 1                |
| 2019             | 盛岡/岩手        | 20               | J3               | 19               | 0                | -                | -                | 2                | 0                | 21               | 0                |
| 通算             | 日本             | 日本             | J3               | 39               | 1                | -                | -                | 4                | 0                | 43               | 1                |
| 通算             | 日本             | 日本             | 東海1部          | 14               | 1                | -                | -                | 1                | 0                | 15               | 1                |
| 総通算           | 総通算           | 総通算           | 総通算           | 53               | 2                | -                | -                | 5                | 0                | 58               | 2                |

- Jリーグ初出場 - 2018年3月11日 J3第1節 ガンバ大阪U-23戦（パナソニックスタジアム吹田）
- 初得点 - 2018年10月28日 J3第29節 ギラヴァンツ北九州戦（ミクニワールドスタジアム北九州）

## タイトル

### クラブ
大分トリニータU-18
- プリンスリーグ九州1部 (2013年、2014年)

大分トリニータ
- J3リーグ（2016年）

鈴鹿アンリミテッドFC
- 東海社会人サッカーリーグ1部（2017年）